# Stadtpolizei Darmstadt

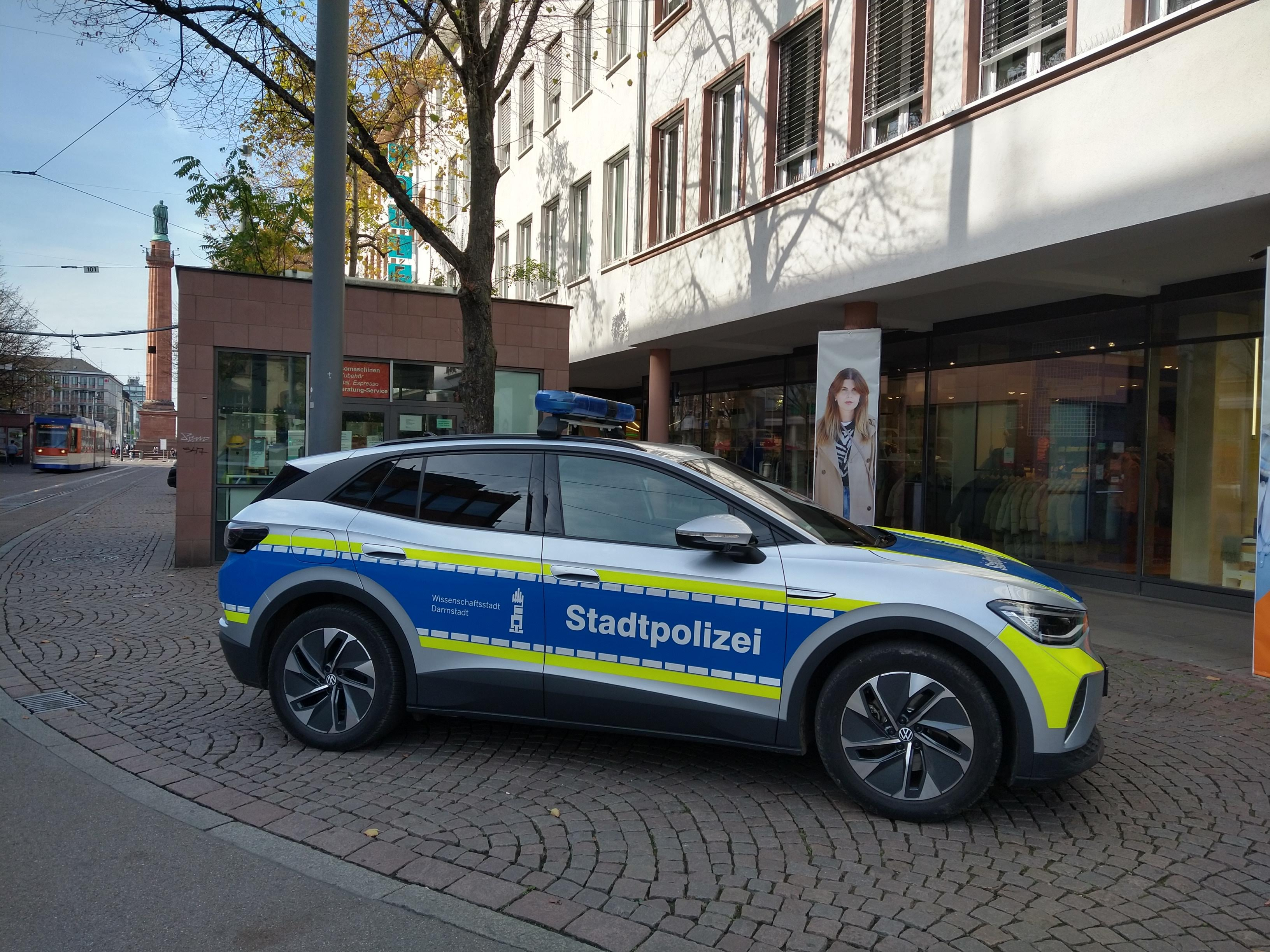
Dienstfahrzeug der Stadtpolizei Darmstadt im Oktober 2022.

Die Stadtpolizei Darmstadt (von 2007 bis 2021 Kommunalpolizei Darmstadt) ist der Außendienst des Ordnungsamtes der Stadt Darmstadt und wurde Ende 2007 gegründet. Früher war dieser unter dem Namen Städtische Hilfspolizei bekannt.
Polizeirechtlich gilt das Hessische Gesetz über die öffentliche Sicherheit und Ordnung (HSOG).
Die Polizei arbeitet mit der Hessischen Polizei, der Bundespolizei sowie mit dem Zoll und dem Bundesamt für Logistik und Mobilität eng zusammen. Zur Zusammenarbeit gehören unter anderem auch gemischte Fuß- und Stadtstreifen. Im Rahmen der Sicherheits- und Ordnungspartnerschaft mit dem Polizeipräsidium Südhessen werden nicht nur gemeinsame Kontrollen und Streifengänge durchgeführt, sondern auch Einsatzlagen zusammen bewältigt.

## Geschichte
In Hessen wurde nach einer Änderung des HSOG im Jahre 2004 die Bezeichnung Ordnungspolizeibeamter für kommunale Beamte mit vollzugspolizeilichen Befugnissen eingeführt. Etliche Städte und Gemeinden Hessens sahen sich als berechtigt an, die Bezeichnung Ordnungspolizei für den Vollzugsdienst ihres Ordnungsamtes zu übernehmen und änderten daraufhin auch die Beschriftungen ihrer Dienstfahrzeuge. Besonders in Frankfurt am Main und Darmstadt kam es zu Protesten gegen diese Umbenennung, da dieser Begriff auch im Nationalsozialismus für einen Teil der Polizei verwendet wurde (siehe Ordnungspolizei im Nationalsozialismus). Die Aufschriften wurden in Frankfurt am Main und Darmstadt daher zunächst wieder in Ordnungsamt geändert.

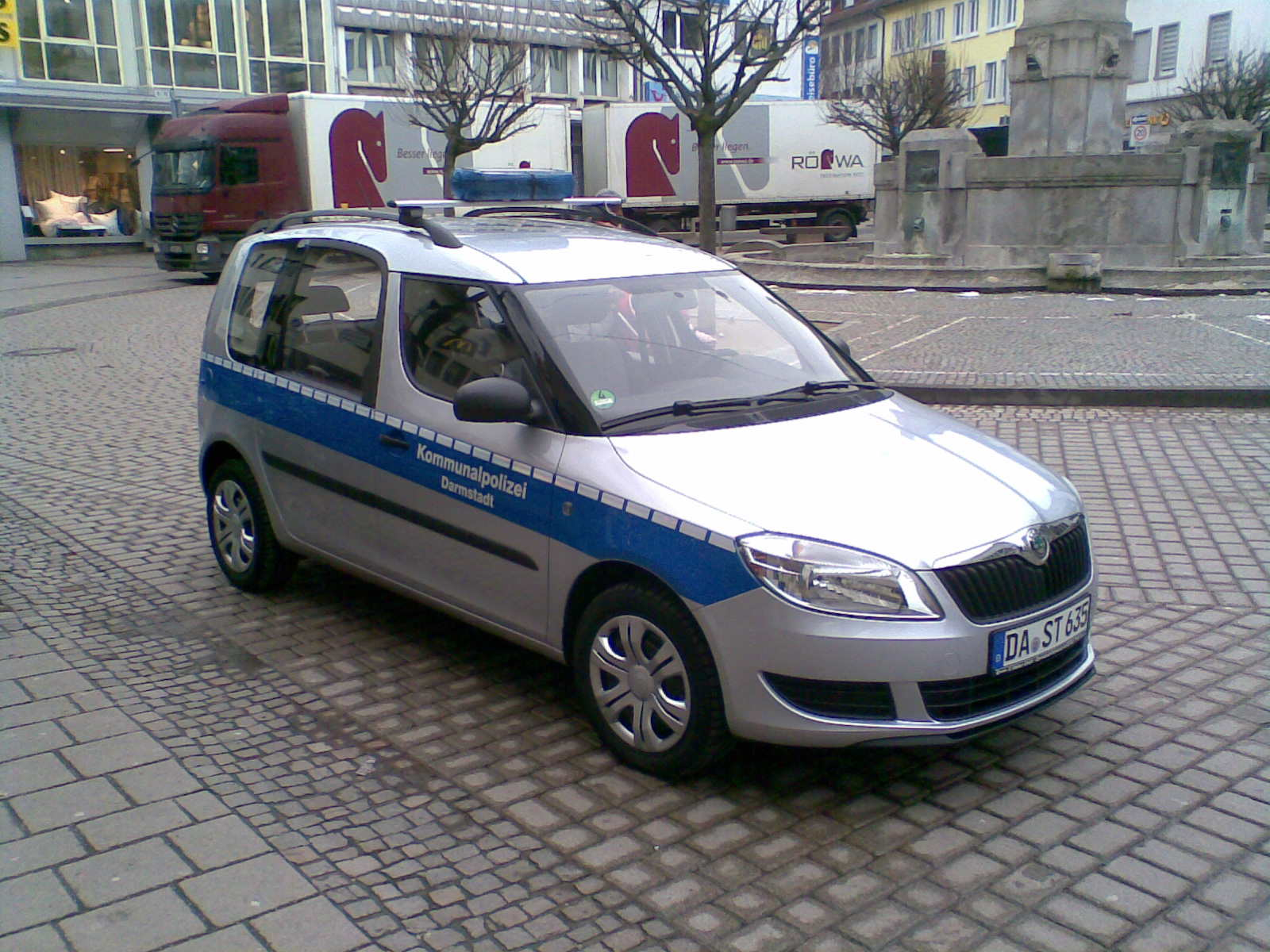
Beschriftung der Dienstfahrzeuge im Jahre 2012

Seit Ende 2007 hieß der Außendienst des Ordnungsamtes Kommunalpolizei Darmstadt, seit 2021 wird er als Stadtpolizei bezeichnet. Anders als bei der Stadtpolizei Frankfurt am Main werden beide Aufgaben, also die Überwachung des ruhenden und fließenden Verkehrs und Überwachungs- und Ermittlungsaufgaben aus Bereichen, für die in Hessen die Gemeinden zuständig sind, von der Stadtpolizei übernommen.

## Aufgaben
Die Stadtpolizei hat unter anderem folgende Aufgaben:
- Abfallrecht
  - Ermittlungen bei unerlaubter Abfallentsorgung in den Außenbereichen
  - Illegale Sperrmüllablagerungen
  - Ahndung bei unerlaubter Entsorgung von Kleinabfällen
- Ausländerrecht
  - Ermittlung illegaler Personen und Vollstreckung von Abschiebungen
  - Ausländerrechtliche Überprüfungen
- Gefahrenabwehr
  - Sofortige Störungsbeseitigung bei Unfällen und Straftaten
  - Schutz privater Rechte, sofern gesetzlich vorgesehen
  - Erteilung von Platzverweisen bei störendem oder gefährdendem Verhalten
  - Hilfeleistungen aller Art
- Gesundheitsaufsicht
  - Einschreiten bei Infektionsgefahren durch Schädlingsbefall und Ratten
  - zwangsweise Unterbringung von psychisch kranken Personen
- Gewerbe- und Gaststättenrecht
  - Kontrollen der gaststättenrechtlichen Auflagen und Konzessionen
  - Überprüfung des angestellten Personals hinsichtlich des Infektionsschutzgesetzes
  - Überprüfung illegaler Beschäftigung
  - Überwachung des Reisegewerbes, der Sommergärten, der Warenauslagen im Einzelhandel, der Wettbüros sowie Spielotheken
- Grünanlagensatzung
  - Einschreiten bei unangeleinten Hunden
  - Einschreiten beim Grillen, Zelten, widerrechtlichem Parken und Sachbeschädigungen
- Immissionsschutzrecht
  - Lärmbeschwerden bei Gaststätten, aus der Nachbarschaft und bei Veranstaltungen
  - Einschreiten bei Geruchsbelästigungen
- Jugendschutzrecht
  - Zuführung an die Eltern in den Nachtstunden
  - Zuführung an das Jugendamt oder Polizei bei „Heimausreißern“
- Kampfhunde
  - Überprüfung, Ermittlung, Einziehung und Sicherstellung von Kampfhunden
- Lotterierecht
  - Kontrollen von genehmigten Tombolen und Ausspielungen auf öffentlichen Straßen und Plätzen
  - Überprüfung der Auflagen
- Melderecht
  - Wohnsitzermittlungen im Auftrag städtischer Ämter oder anderer Behörden
  - Verfolgung von Ordnungswidrigkeiten nach dem Meldegesetz
- Naturschutzrecht/Baumschutzsatzung
  - Verhinderung bzw. Feststellung von Verstößen gegen naturschutzrechtliche Bestimmungen
- Personenbeförderungsrecht
  - Taxenkontrollen hinsichtlich des Vorhandenseins von Konzession
  - Überprüfung von Personenbeförderungsscheinen
  - Eichbescheinigung des Taxameters
  - Überprüfung der Sauberkeit im Fahrzeug
- Graffitibekämpfung
- Prostitution
  - Bekämpfung der verbotenen Prostitution
- Sammlungsrecht
- Straßenverkehrsrecht
  - Beschlagnahme von Führerscheinen auf Grund richterlicher oder staatsanwaltlicher Beschlüsse
  - Wohnungsdurchsuchungen im Rahmen der Einziehung der Fahrerlaubnis bei Vorliegen eines richterlichen Durchsuchungsbeschlusses
  - Ermittlungen bzw. Strafverfahren bei Missbrauch oder Fälschung von Behindertenausweisen
  - Gefahrenabwehr bei Trunkenheit am Steuer, unsicherer Ladung etc.
  - Überwachung von gesperrten Wegen und Feldgemarkungen
  - Ahndung von Fahrzeugmängeln
  - Beseitigung verkehrswidriger Zustände zur akuten Gefahrenabwehr
- Straßenverkehrszulassungsrecht für Kraftfahrzeuge
  - Ermittlungen und Vollstreckungsmaßnahmen (Entstempelung des Kennzeichens) für die Kfz-Zulassungsstelle bei nicht vorhandenem Versicherungsschutz, bei Kraftfahrzeugsteuerschulden oder bei technischen Mängeln
- Versammlungsrecht
  - Überprüfung von Demonstrationen
  - Überwachung von Auflagen in Absprache mit dem zuständigen Fachbereich für Demonstrationen/Versammlungen
- Waffenrecht
  - Einziehung und Beschlagnahme von Waffen, Waffenscheinen und Waffenbesitzkarten auf Anordnung der Fachbehörde oder des Gerichts
  - Kontrollen des verbotenen Waffenhandels im Reisegewerbe und Marktverkehr
  - Bei Personenkontrollen wird aus Gründen der Eigensicherung auf verbotene Gegenstände nach dem Waffengesetz geachtet
- Wasserrecht
  - Feststellung wasserrechtswidriger Zustände wie zum Beispiel unzulässige Einleitung in Gewässer, Abwassersammelgruben, Grundwassernutzungen, Verunreinigung des Erdreiches
  - Unterrichtung der Unteren Wasserbehörde im Umweltamt

## Befugnisse
Die Bediensteten der Stadtpolizei haben im Rahmen ihrer Aufgabenstellung die Befugnisse eines Polizeivollzugsbeamten (§ 99 Abs. 2 HSOG). Sie haben damit folgende Kompetenzen:
- Personenüberprüfungen und Identitätsfeststellungen
- vorläufige Festnahmen und Personalienfeststellung (Sistierung)
- Platzverweise und Verbringungsgewahrsam
- Sicherstellungen
- Verkehrsregelnde Eingriffe in den Verkehr, Erteilen von polizeilichen Weisungen
- Entgegennahme von Anzeigen im Straf- und Ordnungswidrigkeitenrecht
- Anwendung unmittelbaren Zwanges mit körperlicher Gewalt und Hilfsmitteln

## Uniform und Ausrüstung
Die Stadtpolizei trägt seit Ende 2007 blaue Uniform, die der Dienstbekleidung der hessischen Polizei ähnelt. Zudem werden Schirmmützen mit dem Wappen der Stadt Darmstadt verwendet.
Jeder Mitarbeiter verfügt über folgende Ausrüstung:
- Schusssichere Weste
- Jet-Protector[2]
- Teleskopschlagstock
- Handfesseln
- BOS-Funkgerät[3]

## Fahrzeuge
Die Stadtpolizei Darmstadt nutzt heute als Dienstfahrzeuge Fahrzeuge der Marke Volkswagen, zuvor auch Fahrzeuge der Marke Škoda.